# Tucanul (constelație)
Tucanul (lat. Tucana) este o constelație de pe cerul austral, numit după tucan, o pasăre din America de Sud. E una dintre cele douăsprezece constelații concepută în secolul al XVI-lea de către Petrus Plancius din observațiile lui Pieter Dirkszoon Keyser și Fredrerick de Houtman.

## Descriere și localizare

### Localizarea constelației

Vizibilitatea nocturnă a constelației Tucanul.

Tucanul este situat pe aliniamentul dintre Alpha Eridani (terminalul Eridanului) și steaua principală a Păunului, α Pav.

## Istorie
Inventată de navigatorii neerlandezi Pieter Dirkszoon Keyser și Frederick de Houtman, la sfârșitul secolului al XVI-lea, această constelație a fost popularizată de Johann Bayer, odată cu publicarea lucrării sale Uranometria în 1603.

## Obiecte cerești
Această constelație conține Micul Nor al lui Magellan, o galaxie neregulată, satelit al Căii noastre Lactee.
Se găsesc și două roiuri globulare aproape de Micul Nor al lui Magellan, NGC 362 și NGC 104.